# Il piccolo fuggitivo
Il piccolo fuggitivo (Little Fugitive) è un film del 1953 scritto e co-diretto da Raymond Abrashkin (accreditato come Ray Ashley), Morris Engel e Ruth Orkin, che racconta la storia di un bambino solo a Coney Island. Ha come protagonista Richie Andrusco nel ruolo eponimo e Richard Brewster che interpreta il fratello maggiore. Il film è stato proiettato alla 14ª Mostra internazionale d'arte cinematografica di Venezia, dove ha ricevuto il Leone d'argento, e candidato per l'Oscar alla miglior sceneggiatura originale alla 26ª edizione degli Academy Awards.
Riconosciuto come opera che ha influito sulla Nouvelle Vague francese, è considerato dai critici moderni un film di riferimento a causa del suo stile naturalistico e dell'uso rivoluzionario di attori non professionisti nei ruoli principali. Nel 1997, è stato selezionato per la conservazione nel National Film Registry degli Stati Uniti per essere conservato nella Biblioteca del Congresso come opera "culturalmente, storicamente o esteticamente significativa". 
Il film è il primo e il più noto dei tre lungometraggi di Engel. Fu seguito da Lovers and Lollipops nel 1956 e Weddings and Babies, girato nel 1957 e distribuito nel 1960. Tutti e tre i film sono stilisticamente simili e furono girati con telecamere portatili da 35 mm. Quelle utilizzate per Little Fugitive e Lovers and Lollipops non registravano il suono, per questo i dialoghi e gli effetti sonori dovevano essere doppiati dopo le riprese, ma Weddings and Babies detiene il primato di essere il primo lungometraggio di finzione girato con una telecamera portatile che consentiva suono sincronizzato.